# Metopoplus
Metopoplus is een geslacht van vlinders van de familie uilen (Noctuidae), uit de onderfamilie Hadeninae.

## Soorten
- M. boursini Brandt, 1938
- M. excelsa Christoph, 1885
- M. fixseni Christoph, 1893